# تننکو سرکل
تننکو سرکل (به لاتین: Ténenkou Cercle) یک منطقهٔ مسکونی در مالی است که در استان موپتی واقع شده‌است.

## خصوصیات
تننکو سرکل ۱۱٬۲۹۷ کیلومترمربع مساحت و ۱۶۳٬۶۴۱ نفر جمعیت دارد.